# Radzikowice
Radzikowice (deutsch Stephansdorf) ist ein Ort in der Stadt- und Landgemeinde Nysa (Neisse) im Powiat Nyski der Woiwodschaft Opole in Polen.

## Geographie
Das Angerdorf Radzikowice liegt sieben Kilometer nordwestlich von Nysa und 58 Kilometer südwestlich von Opole (Oppeln) in der Schlesischen Tiefebene an der Cielnica (Tellnitz), einem linken Zufluss der Glatzer Neiße an der Bahnstrecke Kędzierzyn-Koźle–Nysa. Durch Radzikowice verläuft die Droga krajowa 46.
Nachbarorte von Radzikowice sind im Norden Nowaki (Nowag), im Nordosten Korzękwice (Korkwitz), im Osten Sękowice (Sengwitz), im Südosten Jędrzychów (Heidersdorf), im Südwesten Goświnowice (Friedenthal-Giesmannsdorf) und im Westen Goraszowice (Graschwitz).

## Geschichte

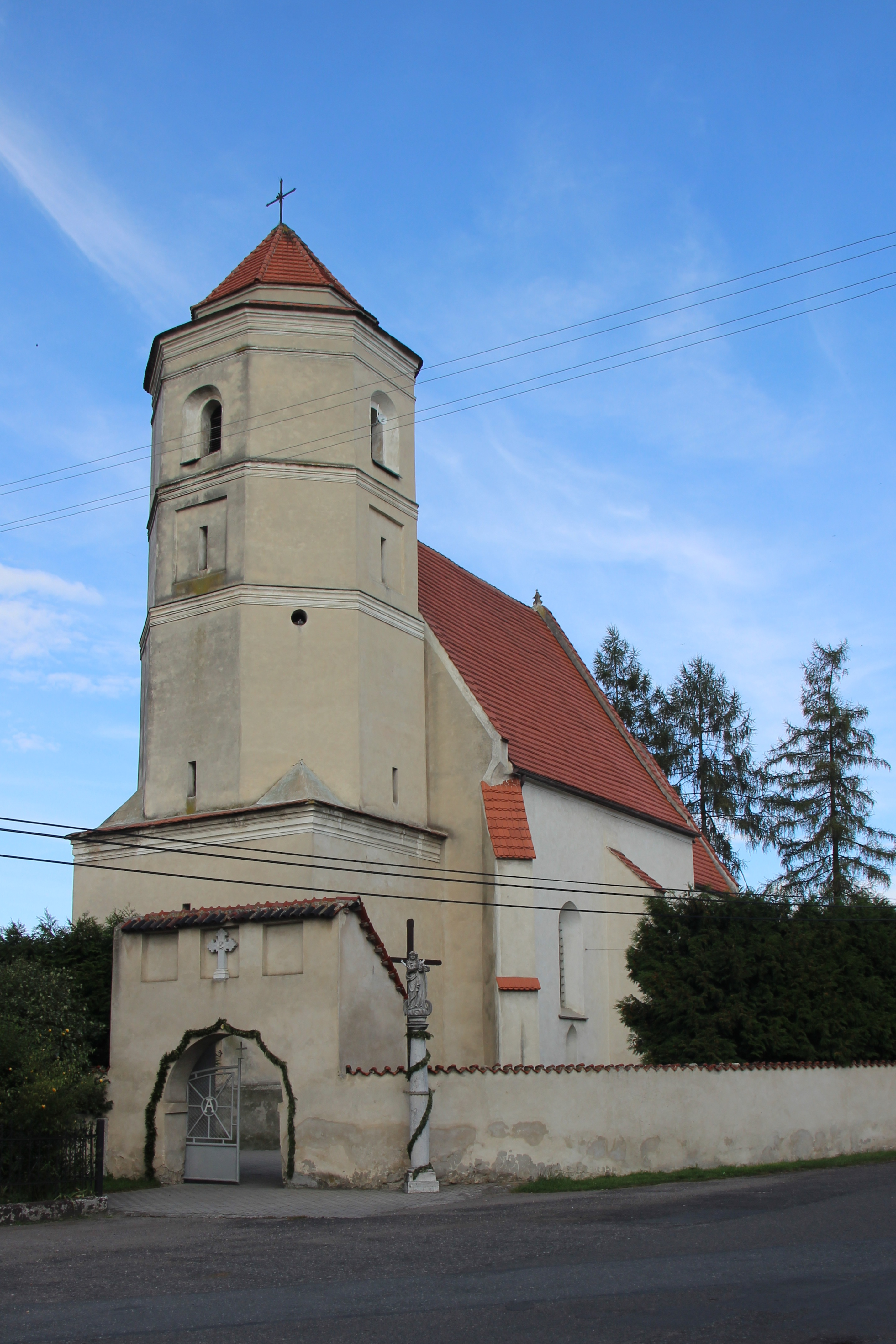
Bartholomäuskirche mit Mariensäule

Das Dorf wurde im Jahr 1300 nach Deutschem Recht ausgesetzt. 1371 wurde es Stephani Villa erwähnt, und 1372 ist es als Stephansdorf belegt.
Nach dem Ersten Schlesischen Krieg 1742 fiel Stephansdorf mit dem größten Teil Schlesiens an Preußen.
Nach der Neugliederung der Provinz Schlesien gehörte die Landgemeinde Stephansdorf ab 1816 zum Landkreis Neisse, mit dem sie bis 1945 verbunden blieb. 1845 bestanden im Dorf eine katholische Pfarrkirche, eine katholische Schule und 83 weitere Häuser. Die Einwohnerzahl lag damals bei 571, allesamt katholisch. 1855 lebten 622 Einwohner im Ort. 1874 wurde der Amtsbezirk Giesmannsdorf gebildet, dem die Landgemeinden Gießmannsdorf, Glumpenau, Jentsch, Nowag und Stephansdorf sowie die Gutsbezirken Gießmannsdorf, Glumpenau, Jentsch, Nowag und Schilde eingegliedert wurden. 1885 zählte Stephansdorf 687 Einwohner. 1933 lebten in Stephansdorf 561 Einwohner, 1939 waren es 555.
Als Folge des Zweiten Weltkriegs fiel Stephansdorf mit dem größten Teil Schlesiens 1945 an Polen. Nachfolgend wurde es in Radzikowice umbenannt. Die einheimische deutsche Bevölkerung wurde – soweit sie nicht vorher geflohen war – weitgehend vertrieben. Die neu angesiedelten Bewohner waren teilweise Zwangsumgesiedelte aus Ostpolen, das an die Sowjetunion gefallen war.
Von 1945 bis 1950 gehörte Radzikowice zur Woiwodschaft Schlesien, anschließend wurde es der Woiwodschaft Opole eingegliedert. Seit 1999 gehört es zum Powiat Nyski.

## Sehenswürdigkeiten
- Römisch-katholische mit dem Patrozinium des hl. Bartholomäus (Kościół św. Bartłomieja)
- Mariensäule
- Sühnekreuz
- Wegekapelle mit Marienbild
- Wegekapelle mit Marienstatue
- Wegekreuz